# Oliarus ogasawarensis
Oliarus ogasawarensis är en insektsart som beskrevs av Matsumura 1914. Oliarus ogasawarensis ingår i släktet Oliarus och familjen kilstritar. Inga underarter finns listade i Catalogue of Life.